# هيكلوس سيبنتروغاسيونوس
هيكلوس سيبنتروغاسيونوس (الاسم العلمي: Hycleus subinterrogationis) هو نوع، في جنس هيكليوس.